# 紹默河
51°48′55″N 9°24′32″E / 51.8153°N 9.408992°E

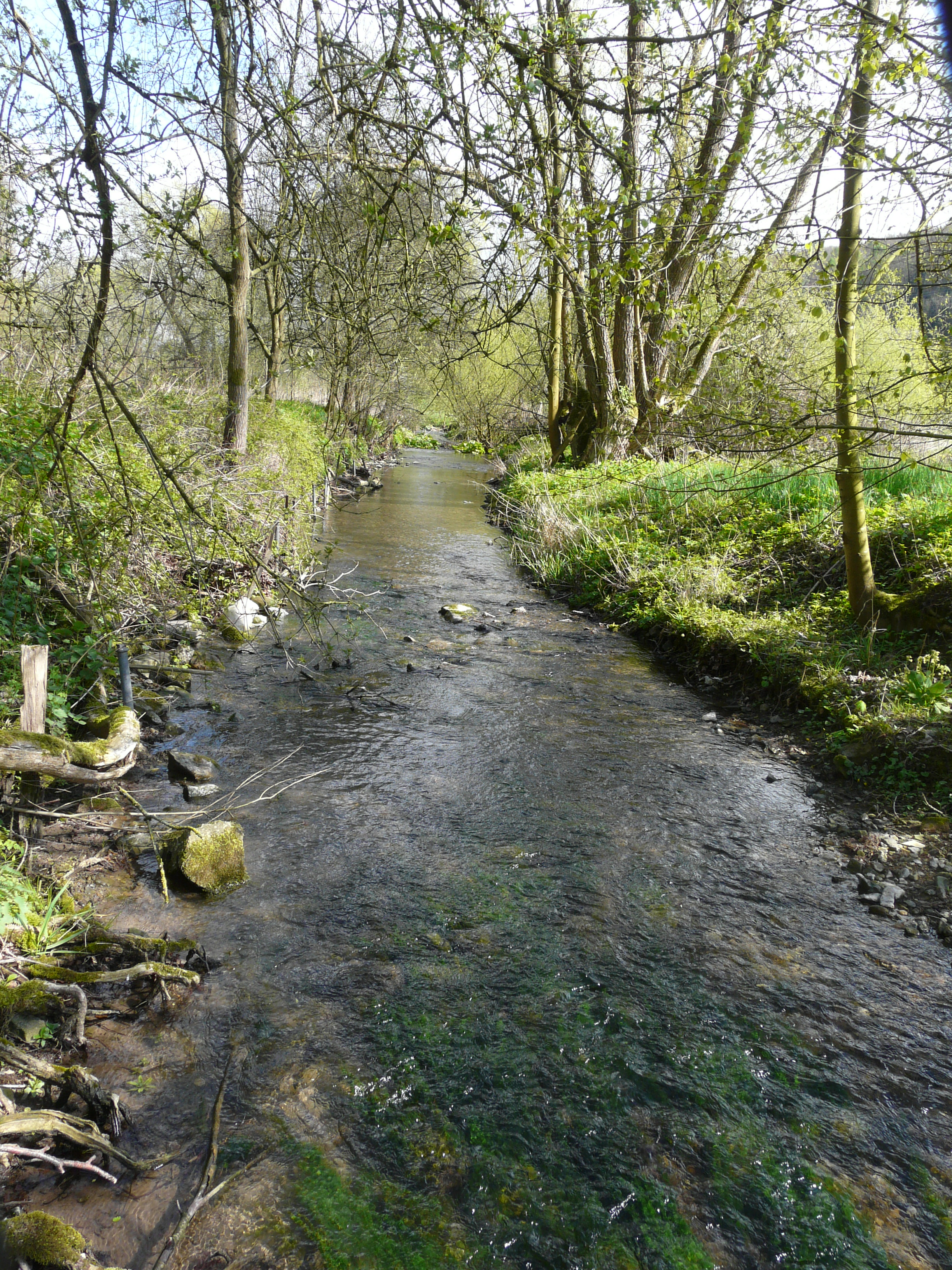

紹默河（德語：Saumer），是德國的河流，位於該國西部，處於北萊茵-威斯特法倫州，該河流屬於威悉河的左支流，河道全長10.1公里，流域面積21.5平方公里。